# Eugenia monosperma
Eugenia monosperma är en myrtenväxtart som beskrevs av Vell.. Eugenia monosperma ingår i släktet Eugenia och familjen myrtenväxter. Inga underarter finns listade i Catalogue of Life.